# Дом-музей Альберта Эйнштейна
Дом-музей Альберта Эйнштейна находится по адресу Крамгассе, 49 в Берне, Швейцария.
В этом доме Альберт Эйнштейн снимал квартиру с 1903 по 1905 год. В это время он работал в швейцарском патентном бюро.
Здание было арендовано Обществом Альберта Эйнштейна и превращено его в музей в 1977 году. Условия жизни Эйнштейна и его семьи точно показаны на втором этаже; на третьем этаже представлена его биография.